# Листопад 2012
Листопа́д 2012 — одинадцятий місяць 2012 року, що розпочався у четвер 1 листопада та закінчився в п'ятницю 30 листопада.

## Події
- 29 листопада
  - Генасамблея ООН підвищила статус Палестини до держави-спостерігача Організації Об'єднаних Націй.[1]
- 27 листопада
  - Помер український письменник, лауреат Шевченківської премії 1991 Іван Білик.[2]

- 25 листопада
  - Себастьян Феттель став триразовим чемпіоном Формули-1.[3]
- 21 листопада
  - У Секторі Гази операція Ізраїлю проти ХАМАСу «Хмарний стовп» завершилася перемир'ям.[4]
  - У Луврі відкрилася виставка робіт Івана Пінзеля, перша в історії виставка українського мистецтва. Вона триватиме до 25 лютого 2013 р.[5]
- 18 листопада
  - Завершився Кубок Девіса. Переможцем цього змагання вперше з 1980 року стала збірна Чехії. Збірна України підвищилася у класі — тепер вона виступатиме у Першій групі європейсько-африканської зони.[6][7]
- 17 листопада
  - За даними Держстату, у вересні вперше за 19 років населення України збільшилося.[8]
- 15 листопада
  - За рішенням пленуму ЦК віце-голова КНР Сі Цзиньпін обраний генеральним секретарем Комуністичної партії Китаю.[9]

- 11 листопада
  - Володимир Кличко за очками переміг поляка Маріуша Ваха.[10]
  - ЦВК України офіційно оголосила результати виборів, за винятком 5 проблемних округів. До Верховної Ради України пройшло 185 депутатів від Партії регіонів, 101 від «Батьківщини», 40 від УДАРу, 37 від «Свободи», 32 від КПУ, а також 43 самовисуванці і 7 представників інших партій.[11]

- 7 листопада
  - Барак Обама переміг на президентських перегонах у США.[12]
- 6 листопада
  - У 98-річному віці помер патріарх Максим — голова Болгарської православної церкви.[13]
- 2 листопада
  - За попередніми підсумками виборів 2012 до Верховної Ради України 7-го скликання проходять п'ять політичних партій: Партія регіонів, ВО «Батьківщина», УДАР, Комуністична партія України, ВО «Свобода».[14]

## З'явилися
- щомісячник Тернопільської єпархії Української православної церкви Київського патріархату «Лампада Православ'я»